# 人类：一败涂地
《人类：一败涂地》（中国大陆版又名《面条人》）是一款由No Brakes Games开发并由Curve Digital发行的平台益智电子游戏。游戏于2016年7月22日在Microsoft Windows平台发布，在2017年5月发布PlayStation 4和Xbox One版本，在2017年12月发布任天堂Switch版本。

## 游戏玩法
《人类：一败涂地》属于一款物理益智游戏，玩家操控名为"Bob"的可自定义人物。"Bob"并没有任何超能力；只是个普通人类。玩家可以让他用双臂拿起物品或用头张望来爬上壁架。
玩家可以自定义"Bob"的造型，在他的身上涂色。
这个遊戲每个关卡都设定了不一样的主题，每一个都有多种解答。

## 开发
《人类：一败涂地》由 Tomas Sakalauskas 独立开发完成。他在2012年辞去了IT业的工作，并全力投身于游戏开发；本作是他多个失败项目后的又一尝试。
在2017年10月，《人类：一败涂地》添加了线上多人模式；这一模式支持最多八人线上游玩。作者一开始本不愿开发多人模式，但后来听说有玩家通过Nvidia修改游戏而实现多人游玩，后来他改变了自己的想法，該遊戲最初是作為英特爾 RealSense運動感應攝像頭的原型而誕生的。儘管Sakalauskas最終意識到該遊戲在傳統控制下會更好地運行，並從設備過渡。 Sakalauskas 開始著手製作類似於 Limbo 或 Portal的益智遊戲，然而，在與他的兒子Sakalauskas進行遊戲測試時，他指出“他盡一切可能不解決謎題”，而只是享受物理樂趣引擎。這導致Sakalauskas改變了他的方法，使謎題“不是真正的無懈可擊”。最初遊戲只有單人遊戲。儘管Sakalauskas收到了多個多人模式的請求，但他認為所涉及的物理特性會使在線遊戲變得不可能。
該遊戲作為原型在Itch.io上發布，之後許多著名的流媒體開始推廣它，促使Sakalauskas在9個月後發布了Steam版本。PlayStation 4和Xbox One版本於2017年5月緊隨其後，同年 12 月推出了Nintendo Switch 版本。 Codeglue和505 Games於2019年6月26日發布了支持 iOS 和 Android 的手機版本，Lab42的Stadia版本於2020年10月1日發布，隨後是Xbox Series X/S和PlayStation 5版本。

### 跨平台
在2016年底的PlayStation Experience上，《人类：一败涂地》即有展示；而其正式登陆PS4平台，则是2017年5月9日。
该游戏的iOS与Android平台移植版本，于2019年6月26日发行。

### 可下载内容DLC
该作的Windows版本，新增关卡以更新的形式加入游戏，主机版本以DLC形式提供。
本作具备4款关卡可下载内容（英語：DLC）：
- Dark 黑暗
- Steam 蒸汽
- Ice 冰
- Thermal 热

与其他游戏不太一样，这些DLC为免费提供；DLC为游戏增加了新的关卡，并增加了新的成就。
主机最早的「Dark」于2019年4月16日上线；稍后的2019年8月23日，追加了「Steam」关卡。
「Ice」与「Thermal」关卡，分别在2019年11月及2020年4月推出。
除了关卡更新外，也有基于Bob外观的皮肤更新。

## 評價
| 汇总媒体   | 得分                                           |
| ---------- | ---------------------------------------------- |
| Metacritic | PS4：67/100 XONE：72/100 PC：70/100 NS：71/100 |

| 媒体           | 得分     |
| -------------- | -------- |
| Destructoid    | 8/10     |
| IGN            | 7.9/10   |
| Nintendo Life  | NS: 7/10 |
| 任天堂世界报道 | NS: 8/10 |

在评论聚合器Metacritic上，《人类：一败涂地》获得的评价一般。比起自己去玩游戏，IGN的丹·斯塔普萊頓（Dan Stapleton）比较推荐玩家观看其他人游玩。他赞赏了游戏中滑稽的操作、搞笑的动画以及角色自定义化。Destructoid的扎克·富尼斯（Zack Furniss）表示特别喜欢游戏能够再度重玩这一点，他称赞了每个关卡提供的多种通关方式。
截至2018年2月，游戏在所有平台的销量总计超过两百万。根据Curve，当线上多人模式在2017年末期推出后，游戏销量大量增加；至2018年1月早期，游戏已经在Windows平台售出超过一百万套，在之后一个月内又售出了大约70万套。